# 福廷
福廷是巴西塞阿拉州的一个市镇。总面积280.184平方公里，总人口14067人，人口密度50.2人/平方公里。